# Cova de Gomereta - S'Hortal de ses Males Llengües
La cova de Gomereta - S'Hortal de ses Males Llengües és una cova artificial prehistòrica funerària de l'edat del bronze situada al lloc anomenat S'Hortal de ses Males Llengües, de la possessió de Gomereta del municipi de Llucmajor, Mallorca.